# Barcelos
Pour les articles homonymes, voir Barcelos (homonymie).
Barcelos est une municipalité (en portugais : concelho ou município) du Portugal, située dans le district de Braga et la région Nord.
C'est une petite ville située sur la rive droite du Cavado, dans une région verdoyante. La cité, qui fut le siège du premier comté du Portugal et résidence du premier duc de Bragance, est un actif marché agricole et un centre réputé de fabrique de poteries, de santons, de jougs sculptés et surtout de coqs décoratifs.

## Géographie
Barcelos est limitrophe :
- au sud, de Viana do Castelo et Ponte de Lima,
- à l'est, de Esposende,
- au nord-ouest, de Vila Nova de Famalicão,
- au sud-ouest, de Póvoa de Varzim,
- à l'ouest, d'Vila Verde et Braga.

## Histoire
Alphonse Ier de Portugal a octroyé une charte à la ville en 1140.

## Divers
Un grand marché s'y tient tous les jeudis sur la grande place à côté de l'hôpital Santa Maria Maior E.P.E.

## Curiosités
- Église paroissiale du XIIIe siècle.
- Ancien palais des Comtes-Ducs de Barcelos.
- Église Notre-Dame-du-Terço.
- Circuit d’œuvres street art cœurs en mosaïque installés par Técinka[2].

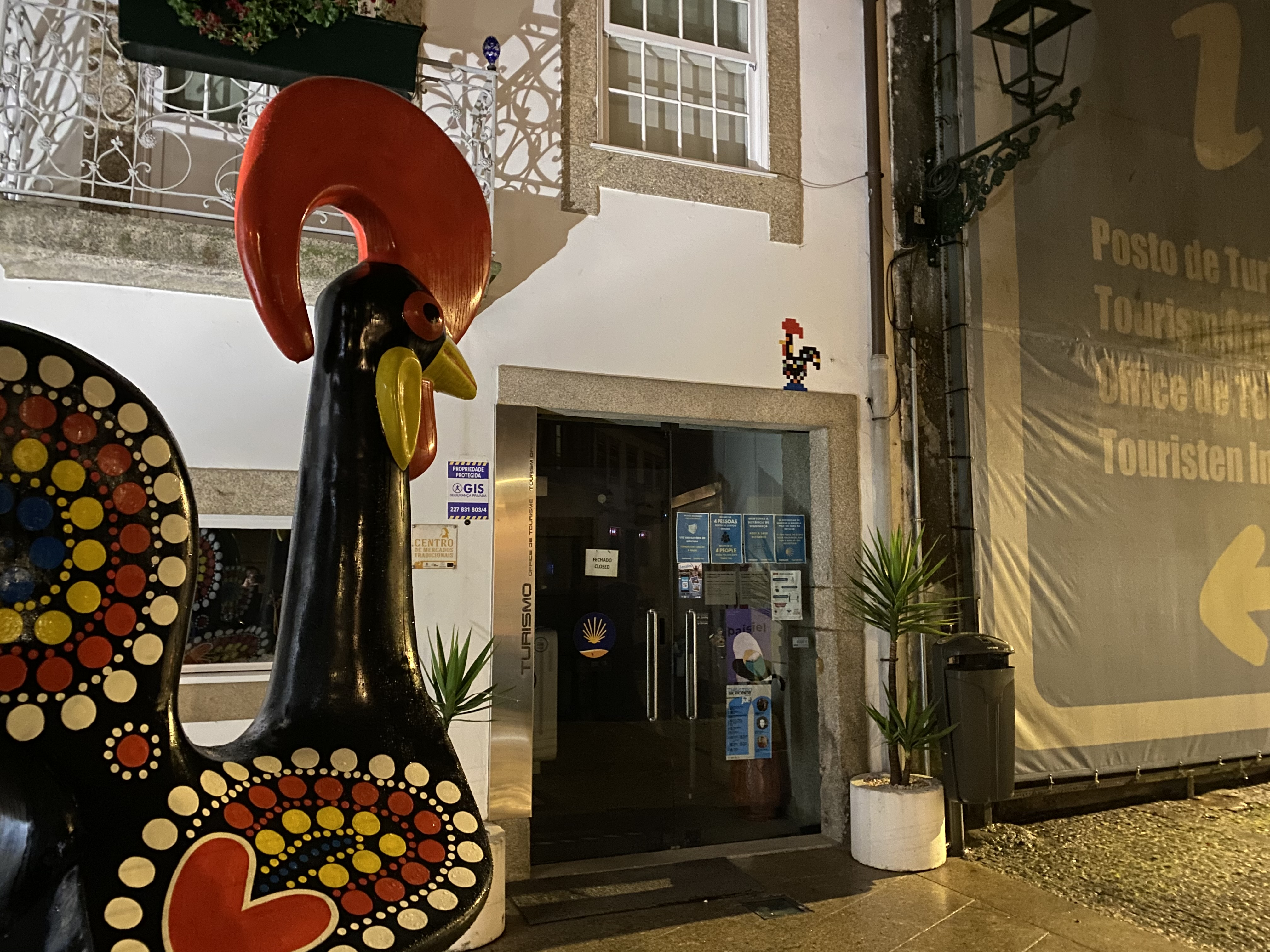
Coq de Barcelos et mosaïque par Técinka

- Pont de Barcelos.

## Sport
Le club de football de Barcelos est Gil Vicente FC.
La ville a une équipe de Rink hockey de renommée européenne, OC Barcelos.

## Démographie
| 1801   | 1849   | 1900   | 1930   | 1960   | 1981    | 1991    | 2001    | 2004    |
| ------ | ------ | ------ | ------ | ------ | ------- | ------- | ------- | ------- |
| 78 934 | 40 859 | 46 953 | 58 360 | 83 211 | 103 773 | 111 733 | 122 096 | 123 831 |

| 2011    | - | - | - | - | - | - | - | - |
| ------- | - | - | - | - | - | - | - | - |
| 120 391 | - | - | - | - | - | - | - | - |

## Subdivisions
La municipalité de Barcelos groupe 89 paroisses (freguesia, en portugais) :
- Abade de Neiva
- Aborim
- Adães
- Aguiar
- Airó
- Aldreu
- Alheira
- Alvelos
- Arcozelo
- Areias
- Areias de Vilar
- Balugães
- Barcelinhos
- Barcelos
- Barqueiros
- Cambeses
- Campo
- Carapeços
- Carreira
- Carvalhal
- Carvalhas
- Chavão
- Chorente
- Cossourado
- Courel
- Couto
- Creixomil
- Cristelo
- Durrães
- Encourados
- Faria
- Feitos
- Fonte Coberta
- Fornelos
- Fragoso
- Gamil
- Gilmonde
- Góios
- Grimancelos
- Gueral
- Igreja Nova
- Lama
- Lijó
- Macieira de Rates
- Manhente
- Mariz
- Martim
- Midões
- Milhazes
- Minhotães
- Monte de Fralães
- Moure
- Negreiros
- Oliveira
- Palme
- Panque
- Paradela
- Pedra Furada
- Pereira
- Perelhal
- Pousa
- Quintiães
- Remelhe
- Roriz
- Santa Eugénia de Rio Covo
- Santa Eulália de Rio Covo
- Santa Leocádia de Tamel
- Santa Maria de Galegos
- Santo Estêvão de Bastuço
- São João de Bastuço
- São Martinho da Vila Frescainha
- São Martinho de Alvito
- São Martinho de Galegos
- São Pedro de Alvito
- São Pedro de Fins de Tamel
- São Pedro de Vila Frescainha
- São Veríssimo de Tamel
- Sequeade
- Silva
- Silveiros
- Tregosa
- Ucha
- Várzea
- Viatodos
- Vila Boa
- Vila Cova
- Vila Seca
- Vilar de Figos
- Vilar do Monte